# Liste der Test Matches der argentinischen Rugby-Union-Nationalmannschaft
Die nachfolgende Liste enthält alle Test Matches (Länderspiele) der „Pumas“, der argentinischen Rugby-Union-Nationalmannschaft der Männer. Argentinien bestritt das erste offizielle Test Match am 12. Oktober 1910 gegen die British Lions, die Auswahlmannschaft der vier britischen Home Nations.

## Übersicht der Test Matches
Legende
- Erg. = Ergebnis
- n. V. = nach Verlängerung
- H = Heimspiel
- A = Auswärtsspiel
- N = Spiel auf neutralem Platz
- Hintergrundfarbe grün = Sieg
- Hintergrundfarbe gelb = Unentschieden
- Hintergrundfarbe rot = Niederlage

### 1910–1959
| Nr. | Datum      | Erg. | Gegner        |   | Austragungsort                                  | Anlass                       | Bemerkung                                                                                      |
| --- | ---------- | ---- | ------------- | - | ----------------------------------------------- | ---------------------------- | ---------------------------------------------------------------------------------------------- |
| 01. | 12.06.1910 | 3:28 | British Lions | H | Sociedad Sportiva Argentina, Buenos Aires       | Tour Test                    | erstes offizielles Test Match erstes Test Match gegen die Lions erstes Heimspiel               |
| 02. | 31.07.1927 | 0:37 | British Lions | H | Estadio GEBA, Buenos Aires                      | Tour Test                    |                                                                                                |
| 03. | 07.08.1927 | 0:46 | British Lions | H | Estadio GEBA, Buenos Aires                      | Tour Test                    |                                                                                                |
| 04. | 14.08.1927 | 3:34 | British Lions | H | Estadio GEBA, Buenos Aires                      | Tour Test                    |                                                                                                |
| 05. | 21.08.1927 | 0:43 | British Lions | H | Estadio GEBA, Buenos Aires                      | Tour Test                    |                                                                                                |
| 06. | 16.08.1936 | 0:23 | British Lions | H | Estadio GEBA, Buenos Aires                      | Tour Test                    |                                                                                                |
| 07. | 20.09.1936 | 29:0 | Chile         | A | Estadio Playa Ancha, Valparaíso                 | Tour Test                    | erstes Test Match gegen Chile erster Sieg gegen Chile erstes Auswärtsspiel erster Auswärtssieg |
| 08. | 27.09.1936 | 31:3 | Chile         | A | Estadio Playa Ancha, Valparaíso                 | Tour Test                    |                                                                                                |
| 09. | 28.08.1949 | 0:5  | Frankreich    | H | Estadio GEBA, Buenos Aires                      | Tour Test                    | erstes Test Match gegen Frankreich                                                             |
| 10. | 04.09.1949 | 3:12 | Frankreich    | H | Estadio GEBA, Buenos Aires                      | Tour Test                    |                                                                                                |
| 11. | 09.09.1951 | 62:0 | Uruguay       | H | Estadio GEBA, Buenos Aires                      | Südamerikameisterschaft 1951 | erstes Test Match gegen Uruguay erster Sieg gegen Uruguay erster Heimsieg                      |
| 12. | 13.09.1951 | 72:0 | Brasilien     | H | Estadio GEBA, Buenos Aires                      | Südamerikameisterschaft 1951 | erstes Test Match gegen Brasilien erster Sieg gegen Brasilien                                  |
| 13. | 16.09.1951 | 13:3 | Chile         | H | Estadio GEBA, Buenos Aires                      | Südamerikameisterschaft 1951 |                                                                                                |
| 14. | 29.08.1954 | 8:22 | Frankreich    | H | Estado Ferro Carril Oeste, Buenos Aires         | Tour Test                    |                                                                                                |
| 15. | 12.09.1954 | 3:30 | Frankreich    | H | Estado Ferro Carril Oeste, Buenos Aires         | Tour Test                    |                                                                                                |
| 16. | 11.10.1958 | 44:0 | Peru          | N | Stade Francais, Santiago de Chile               | Südamerikameisterschaft 1958 | erstes Test Match gegen Peru erster Sieg gegen Peru                                            |
| 17. | 15.10.1958 | 50:3 | Uruguay       | N | Prince of Wales Country Club, Santiago de Chile | Südamerikameisterschaft 1958 |                                                                                                |
| 18. | 18.10.1958 | 14:0 | Chile         | A | Estadio Sausalito, Viña del Mar                 | Südamerikameisterschaft 1958 |                                                                                                |

### 1960–1979
| Nr. | Datum      | Erg.  | Gegner     |   | Austragungsort                                  | Anlass                       | Bemerkung                                                       |
| --- | ---------- | ----- | ---------- | - | ----------------------------------------------- | ---------------------------- | --------------------------------------------------------------- |
| 19. | 23.07.1960 | 3:37  | Frankreich | H | Estado Ferro Carril Oeste, Buenos Aires         | Tour Test                    |                                                                 |
| 20. | 06.08.1960 | 3:12  | Frankreich | H | Estado Ferro Carril Oeste, Buenos Aires         | Tour Test                    |                                                                 |
| 21. | 17.08.1960 | 6:29  | Frankreich | H | Estado Ferro Carril Oeste, Buenos Aires         | Tour Test                    |                                                                 |
| 22. | 07.10.1961 | 11:3  | Chile      | N | Carrasco Polo Club, Montevideo                  | Südamerikameisterschaft 1961 |                                                                 |
| 23. | 12.10.1961 | 60:0  | Brasilien  | N | Carrasco Polo Club, Montevideo                  | Südamerikameisterschaft 1961 |                                                                 |
| 24. | 14.10.1961 | 36:3  | Uruguay    | A | Carrasco Polo Club, Montevideo                  | Südamerikameisterschaft 1961 |                                                                 |
| 25. | 15.08.1964 | 25:6  | Uruguay    | N | São Paulo Athletic Club, São Paulo              | Südamerikameisterschaft 1964 |                                                                 |
| 26. | 19.08.1964 | 30:8  | Brasilien  | A | São Paulo Athletic Club, São Paulo              | Südamerikameisterschaft 1964 |                                                                 |
| 27. | 22.08.1964 | 30:8  | Chile      | N | São Paulo Athletic Club, São Paulo              | Südamerikameisterschaft 1964 |                                                                 |
| 28. | 26.09.1965 | 23:11 | Chile      | A | Stade Francais, Santiago de Chile               | Tour Test                    |                                                                 |
| 29. | 27.09.1967 | 38:6  | Uruguay    | H | Club Atlético de San Isidro, Buenos Aires       | Südamerikameisterschaft 1967 |                                                                 |
| 30. | 30.09.1967 | 18:0  | Chile      | H | Club Atlético de San Isidro, Buenos Aires       | Südamerikameisterschaft 1967 |                                                                 |
| 31. | 04.10.1969 | 41:6  | Uruguay    | N | Prince of Wales Country Club, Santiago de Chile | Südamerikameisterschaft 1969 |                                                                 |
| 32. | 11.10.1969 | 54:0  | Chile      | A | Prince of Wales Country Club, Santiago de Chile | Südamerikameisterschaft 1969 |                                                                 |
| 33. | 10.10.1971 | 20:3  | Chile      | N | Carrasco Polo Club, Montevideo                  | Südamerikameisterschaft 1971 |                                                                 |
| 34. | 12.10.1971 | 50:6  | Brasilien  | N | Carrasco Polo Club, Montevideo                  | Südamerikameisterschaft 1971 |                                                                 |
| 35. | 16.10.1971 | 61:0  | Paraguay   | N | Carrasco Polo Club, Montevideo                  | Südamerikameisterschaft 1971 | erstes Test Match gegen Paraguay erster Sieg gegen Paraguay     |
| 36. | 17.10.1971 | 55:6  | Uruguay    | A | Carrasco Polo Club, Montevideo                  | Südamerikameisterschaft 1971 |                                                                 |
| 37. | 08.09.1973 | 15:9  | Rumänien   | H | Estado Ferro Carril Oeste, Buenos Aires         | Tour Test                    | erstes Test Match gegen Rumänien erster Sieg gegen Rumänien     |
| 38. | 15.09.1973 | 24:3  | Rumänien   | H | Estado Ferro Carril Oeste, Buenos Aires         | Tour Test                    |                                                                 |
| 39. | 14.10.1973 | 98:3  | Paraguay   | N | São Paulo Athletic Club, São Paulo              | Südamerikameisterschaft 1973 |                                                                 |
| 40. | 16.10.1973 | 55:0  | Uruguay    | N | São Paulo Athletic Club, São Paulo              | Südamerikameisterschaft 1973 |                                                                 |
| 41. | 20.10.1973 | 96:0  | Brasilien  | A | São Paulo Athletic Club, São Paulo              | Südamerikameisterschaft 1973 |                                                                 |
| 42. | 21.10.1973 | 60:3  | Chile      | N | São Paulo Athletic Club, São Paulo              | Südamerikameisterschaft 1973 |                                                                 |
| 43. | 20.06.1974 | 15:20 | Frankreich | H | Estado Ferro Carril Oeste, Buenos Aires         | Tour Test                    |                                                                 |
| 44. | 29.06.1974 | 27:31 | Frankreich | H | Estado Ferro Carril Oeste, Buenos Aires         | Tour Test                    |                                                                 |
| 45. | 21.09.1975 | 30:15 | Uruguay    | N | Colegio San José, Asunción                      | Südamerikameisterschaft 1975 |                                                                 |
| 46. | 25.09.1975 | 93:0  | Paraguay   | A | Colegio San José, Asunción                      | Südamerikameisterschaft 1975 |                                                                 |
| 47. | 27.09.1975 | 64:6  | Brasilien  | N | Colegio San José, Asunción                      | Südamerikameisterschaft 1975 |                                                                 |
| 48. | 28.09.1975 | 45:3  | Chile      | N | Colegio San José, Asunción                      | Südamerikameisterschaft 1975 |                                                                 |
| 49. | 20.06.1975 | 6:29  | Frankreich | A | Stade de Gerland, Lyon                          | Tour Test                    |                                                                 |
| 50. | 29.09.1975 | 21:36 | Frankreich | A | Parc des Princes, Paris                         | Tour Test                    |                                                                 |
| 51. | 25.06.1977 | 3:26  | Frankreich | H | Estado Ferro Carril Oeste, Buenos Aires         | Tour Test                    |                                                                 |
| 52. | 02.07.1977 | 18:18 | Frankreich | H | Estado Ferro Carril Oeste, Buenos Aires         | Tour Test                    | erstes Unentschieden                                            |
| 53. | 25.10.1977 | 78:6  | Brasilien  | H | Estadio Monumental José Fierro, Tucumán         | Südamerikameisterschaft 1977 |                                                                 |
| 54. | 28.10.1977 | 70:0  | Uruguay    | H | Estadio Monumental José Fierro, Tucumán         | Südamerikameisterschaft 1977 |                                                                 |
| 55. | 29.10.1977 | 77:3  | Paraguay   | H | Estadio Monumental José Fierro, Tucumán         | Südamerikameisterschaft 1977 |                                                                 |
| 56. | 30.10.1977 | 25:10 | Chile      | H | Estadio Monumental José Fierro, Tucumán         | Südamerikameisterschaft 1977 |                                                                 |
| 57. | 24.10.1978 | 6:19  | Italien    | A | Stadio Mario Battaglini, Rovigo                 | Tour Test                    | erstes Test Match gegen Italien                                 |
| 58. | 04.10.1979 | 19:16 | Uruguay    | N | Stade Francais, Santiago de Chile               | Südamerikameisterschaft 1979 |                                                                 |
| 59. | 06.10.1979 | 34:15 | Chile      | A | Stade Francais, Santiago de Chile               | Südamerikameisterschaft 1979 |                                                                 |
| 60. | 07.10.1979 | 76:13 | Paraguay   | N | Stade Francais, Santiago de Chile               | Südamerikameisterschaft 1979 |                                                                 |
| 61. | 09.10.1979 | 109:3 | Brasilien  | N | Stade Francais, Santiago de Chile               | Südamerikameisterschaft 1979 |                                                                 |
| 62. | 27.10.1979 | 24:13 | Australien | H | Estadio Ferro Carril Oeste, Buenos Aires        | Tour Test                    | erstes Test Match gegen Australien erster Sieg gegen Australien |
| 63. | 03.11.1979 | 12:17 | Australien | H | Estadio Ferro Carril Oeste, Buenos Aires        | Tour Test                    |                                                                 |

### 1980–1989
| Nr.  | Datum      | Erg.  | Gegner             |   | Austragungsort                             | Anlass                       | Bemerkung                                                 |
| ---- | ---------- | ----- | ------------------ | - | ------------------------------------------ | ---------------------------- | --------------------------------------------------------- |
| 064. | 01.11.1980 | 34:22 | Fidschi            | H | Estadio Ferro Carril Oeste, Buenos Aires   | Tour Test                    | erstes Test Match gegen Fidschi erster Sieg gegen Fidschi |
| 065. | 08.11.1980 | 38:16 | Fidschi            | H | Estadio Ferro Carril Oeste, Buenos Aires   | Tour Test                    |                                                           |
| 066. | 30.05.1981 | 19:19 | England            | H | Estadio Ferro Carril Oeste, Buenos Aires   | Tour Test                    | erstes Test Match gegen England                           |
| 067. | 06.06.1981 | 6:12  | England            | H | Estadio Ferro Carril Oeste, Buenos Aires   | Tour Test                    |                                                           |
| 068. | 03.10.1981 | 35:0  | Kanada             | H | Estadio GEBA, Buenos Aires                 | Tour Test                    | erstes Test Match gegen Kanada erster Sieg gegen Kanada   |
| 069. | 14.11.1982 | 12:25 | Frankreich         | A | Stadium Municipal, Toulouse                | Tour Test                    |                                                           |
| 070. | 20.11.1982 | 6:13  | Frankreich         | A | Parc des Princes, Paris                    | Tour Test                    |                                                           |
| 071. | 23.11.1982 | 28:19 | Spanien            | A | Estadio Nacional Complutense, Madrid       | Tour Test                    | erstes Test Match gegen Spanien erster Sieg gegen Spanien |
| 072. | 16.07.1983 | 46:6  | Chile              | H | Club Atlético de San Isidro, Buenos Aires  | Südamerikameisterschaft 1983 |                                                           |
| 073. | 20.07.1983 | 43:3  | Paraguay           | H | Club Atlético de San Isidro, Buenos Aires  | Südamerikameisterschaft 1983 |                                                           |
| 074. | 23.07.1983 | 29:6  | Uruguay            | H | Club Atlético de San Isidro, Buenos Aires  | Südamerikameisterschaft 1983 |                                                           |
| 075. | 31.07.1983 | 18:3  | Australien         | A | Ballymore Stadium, Brisbane                | Tour Test                    |                                                           |
| 076. | 07.08.1983 | 13:29 | Australien         | A | Sydney Cricket Ground, Sydney              | Tour Test                    |                                                           |
| 077. | 22.06.1985 | 24:16 | Frankreich         | H | Estado Ferro Carril Oeste, Buenos Aires    | Tour Test                    | erster Sieg gegen Frankreich                              |
| 078. | 29.06.1985 | 15:23 | Frankreich         | H | Estado Ferro Carril Oeste, Buenos Aires    | Tour Test                    |                                                           |
| 079. | 17.09.1985 | 63:16 | Uruguay            | N | Estadio General Pablo Rojas, Asunción      | Südamerikameisterschaft 1985 |                                                           |
| 080. | 19.09.1985 | 59:6  | Chile              | N | Estadio General Pablo Rojas, Asunción      | Südamerikameisterschaft 1985 |                                                           |
| 081. | 21.09.1985 | 102:3 | Paraguay           | A | Estadio General Pablo Rojas, Asunción      | Südamerikameisterschaft 1985 |                                                           |
| 082. | 26.10.1985 | 20:33 | Neuseeland         | H | Estado Ferro Carril Oeste, Buenos Aires    | Tour Test                    | erstes Test Match gegen Neuseeland                        |
| 083. | 02.11.1985 | 21:21 | Neuseeland         | H | Estado Ferro Carril Oeste, Buenos Aires    | Tour Test                    |                                                           |
| 084. | 31.05.1986 | 15:13 | Frankreich         | H | Estadio José Amalfitani, Buenos Aires      | Tour Test                    |                                                           |
| 085. | 07.06.1986 | 9:22  | Frankreich         | H | Estadio José Amalfitani, Buenos Aires      | Tour Test                    |                                                           |
| 086. | 06.07.1986 | 19:39 | Australien         | A | Ballymore Stadium, Brisbane                | Tour Test                    |                                                           |
| 087. | 12.07.1986 | 0:26  | Australien         | A | Sydney Cricket Ground, Sydney              | Tour Test                    |                                                           |
| 088. | 03.05.1987 | 38:3  | Uruguay            | A | Estadio Gran Parque Central, Montevideo    | WM-Vorbereitungsspiel        |                                                           |
| 089. | 24.05.1987 | 9:28  | Fidschi            | N | Waikato Stadium, Hamilton                  | Weltmeisterschaft 1987       | erstes WM-Spiel                                           |
| 090. | 28.05.1987 | 25:16 | Italien            | N | Lancaster Park, Christchurch               | Weltmeisterschaft 1987       | erster Sieg gegen Italien                                 |
| 091. | 01.06.1987 | 15:46 | Neuseeland         | A | Athletic Park, Wellington                  | Weltmeisterschaft 1987       |                                                           |
| 092. | 17.08.1987 | 40:12 | Spanien            | H | Estadio José María Minella, Mar del Plata  | Tour Test                    |                                                           |
| 093. | 27.09.1987 | 41:21 | Uruguay            | N | Stade Francais, Santiago de Chile          | Südamerikameisterschaft 1987 |                                                           |
| 094. | 30.09.1987 | 62:4  | Paraguay           | N | Stade Francais, Santiago de Chile          | Südamerikameisterschaft 1985 |                                                           |
| 095. | 03.10.1987 | 47:9  | Chile              | A | Stade Francais, Santiago de Chile          | Südamerikameisterschaft 1985 |                                                           |
| 096. | 31.10.1987 | 19:19 | Australien         | H | Estadio José Amalfitani, Buenos Aires      | Tour Test                    |                                                           |
| 097. | 07.11.1987 | 27:19 | Australien         | H | Estadio José Amalfitani, Buenos Aires      | Tour Test                    |                                                           |
| 098. | 18.06.1988 | 15:18 | Frankreich         | H | Estadio José Amalfitani, Buenos Aires      | Tour Test                    |                                                           |
| 099. | 25.06.1988 | 18:6  | Frankreich         | H | Estadio José Amalfitani, Buenos Aires      | Tour Test                    |                                                           |
| 100. | 05.11.1988 | 9:29  | Frankreich         | A | Stade de la Beaujoire, Nantes              | Tour Test                    |                                                           |
| 101. | 11.11.1988 | 18:28 | Frankreich         | A | Stadium Lille Métropole, Villeneuve-d’Ascq | Tour Test                    |                                                           |
| 102. | 24.06.1989 | 21:16 | Italien            | H | Estadio José Amalfitani, Buenos Aires      | Tour Test                    |                                                           |
| 103. | 15.07.1989 | 9:60  | Neuseeland         | A | Carisbrook, Dunedin                        | Tour Test                    |                                                           |
| 104. | 29.07.1989 | 12:49 | Neuseeland         | A | Athletic Park, Wellington                  | Tour Test                    |                                                           |
| 105. | 08.10.1989 | 103:9 | Brasilien          | N | Estadio Charrúa, Montevideo                | Südamerikameisterschaft 1989 |                                                           |
| 106. | 10.10.1989 | 36:9  | Chile              | N | Estadio Charrúa, Montevideo                | Südamerikameisterschaft 1989 |                                                           |
| 107. | 12.10.1989 | 75:7  | Paraguay           | N | Estadio Charrúa, Montevideo                | Südamerikameisterschaft 1989 |                                                           |
| 108. | 14.10.1989 | 34:14 | Uruguay            | A | Estadio Charrúa, Montevideo                | Südamerikameisterschaft 1989 |                                                           |
| 109. | 08.11.1989 | 23:6  | Vereinigte Staaten | H | Estadio José Amalfitani, Buenos Aires      | WM-Qualifikation             | erstes Test Match gegen die USA erster Sieg gegen die USA |

### 1990–1999
| Nr.  | Datum      | Erg.  | Gegner             |   | Austragungsort                                  | Anlass                                          | Bemerkung                                             |
| ---- | ---------- | ----- | ------------------ | - | ----------------------------------------------- | ----------------------------------------------- | ----------------------------------------------------- |
| 110. | 30.03.1990 | 6:15  | Kanada             | A | Burnaby Lake Sports Complex, Burnaby            | WM-Qualifikation                                |                                                       |
| 111. | 07.04.1990 | 13:6  | Vereinigte Staaten | A | Harder Stadium, Santa Barbara                   | WM-Qualifikation                                |                                                       |
| 112. | 16.06.1990 | 15:19 | Kanada             | H | Estadio José Amalfitani, Buenos Aires           | WM-Qualifikation                                |                                                       |
| 113. | 28.07.1990 | 12:25 | England            | H | Estadio José Amalfitani, Buenos Aires           | Tour Test                                       |                                                       |
| 114. | 04.08.1990 | 15:13 | England            | H | Estadio José Amalfitani, Buenos Aires           | Tour Test                                       | erster Sieg gegen England                             |
| 115. | 27.10.1990 | 18:20 | Irland             | A | Lansdowne Road, Dublin                          | Tour Test                                       | erstes Test Match gegen Irland                        |
| 116. | 03.11.1990 | 0:51  | England            | A | Twickenham Stadium, London                      | Tour Test                                       |                                                       |
| 117. | 10.11.1990 | 3:49  | Schottland         | A | Murrayfield Stadium, Edinburgh                  | Tour Test                                       | erstes Test Match gegen Schottland                    |
| 118. | 06.07.1991 | 14:28 | Neuseeland         | H | Estadio José Amalfitani, Buenos Aires           | Tour Test                                       |                                                       |
| 119. | 13.07.1991 | 6:36  | Neuseeland         | H | Estadio José Amalfitani, Buenos Aires           | Tour Test                                       |                                                       |
| 120. | 15.08.1991 | 41:6  | Chile              | A | Prince of Wales Country Club, Santiago de Chile | Südamerikameisterschaft 1991                    |                                                       |
| 121. | 21.09.1991 | 32:9  | Uruguay            | H | Club Atlético de San Isidro, Buenos Aires       | Südamerikameisterschaft 1991                    |                                                       |
| 122. | 28.09.1991 | 37:10 | Paraguay           | A | Colegio San José, Asunción                      | Südamerikameisterschaft 1991                    |                                                       |
| 123. | 01.10.1991 | 84:6  | Brasilien          | H | Belgrano Athletic Club, Buenos Aires            | Südamerikameisterschaft 1991                    |                                                       |
| 124. | 04.10.1991 | 19:32 | Australien         | N | Stradey Park, Llanelli                          | Weltmeisterschaft 1991                          |                                                       |
| 125. | 09.10.1991 | 7:16  | Wales              | A | Cardiff Arms Park, Cardiff                      | Weltmeisterschaft 1991                          | erstes Test Match gegen Wales                         |
| 126. | 13.10.1991 | 12:35 | Westsamoa          | N | Sardis Road, Pontypridd                         | Weltmeisterschaft 1991                          | erstes Test Match gegen Samoa                         |
| 127. | 04.07.1992 | 12:27 | Frankreich         | H | Estadio José Amalfitani, Buenos Aires           | Tour Test                                       |                                                       |
| 128. | 11.07.1992 | 9:33  | Frankreich         | H | Estadio José Amalfitani, Buenos Aires           | Tour Test                                       |                                                       |
| 129. | 26.09.1992 | 38:10 | Spanien            | H | Estadio José Amalfitani, Buenos Aires           | Tour Test                                       |                                                       |
| 130. | 24.10.1992 | 43:34 | Spanien            | A | Estadio Nacional Complutense, Madrid            | Tour Test                                       |                                                       |
| 131. | 31.10.1992 | 21:18 | Rumänien           | A | Stadionul 23 August, Bukarest                   | Tour Test                                       |                                                       |
| 132. | 14.11.1992 | 24:20 | Frankreich         | A | Stade Marcel-Saupin, Nantes                     | Tour Test                                       |                                                       |
| 133. | 15.05.1993 | 30:27 | Japan              | H | Estadio Monumental José Fierro, Tucumán         | Tour Test                                       | erstes Test Match gegen Japan erster Sieg gegen Japan |
| 134. | 22.05.1993 | 45:20 | Japan              | H | Estado Ferro Carril Oeste, Buenos Aires         | Tour Test                                       |                                                       |
| 135. | 02.10.1993 | 114:3 | Paraguay           | A | São Paulo Athletic Club, São Paulo              | Südamerikameisterschaft 1993                    |                                                       |
| 136. | 11.10.1993 | 70:7  | Chile              | H | Estadio GEBA, Buenos Aires                      | Südamerikameisterschaft 1993 / WM-Qualifikation |                                                       |
| 137. | 16.10.1993 | 51:3  | Paraguay           | H | Estadio GEBA, Buenos Aires                      | Südamerikameisterschaft 1993 / WM-Qualifikation |                                                       |
| 138. | 23.10.1993 | 19:10 | Uruguay            | A | Estadio Gran Parque Central, Montevideo         | Südamerikameisterschaft 1993 / WM-Qualifikation |                                                       |
| 139. | 06.11.1993 | 26:29 | Südafrika          | H | Estadio Ferro Carril Oeste, Buenos Aires        | Tour Test                                       | erstes Test Match gegen Südafrika                     |
| 140. | 13.11.1993 | 23:52 | Südafrika          | H | Estadio Ferro Carril Oeste, Buenos Aires        | Tour Test                                       |                                                       |
| 141. | 28.05.1994 | 28:22 | Vereinigte Staaten | A | George Allen Field, Long Beach                  | WM-Qualifikation                                |                                                       |
| 142. | 04.06.1994 | 16:15 | Schottland         | H | Estado Ferro Carril Oeste, Buenos Aires         | Tour Test                                       | erster Sieg gegen Schottland                          |
| 143. | 11.06.1994 | 19:17 | Schottland         | H | Estado Ferro Carril Oeste, Buenos Aires         | Tour Test                                       |                                                       |
| 144. | 20.06.1994 | 16:11 | Vereinigte Staaten | H | Estadio Ferro Carril Oeste, Buenos Aires        | WM-Qualifikation                                |                                                       |
| 145. | 08.10.1994 | 22:42 | Südafrika          | A | Boet Erasmus Stadium, Port Elizabeth            | Tour Test                                       |                                                       |
| 146. | 15.10.1994 | 26:46 | Südafrika          | A | Ellis Park Stadium, Johannesburg                | Tour Test                                       |                                                       |
| 147. | 04.03.1995 | 44:3  | Uruguay            | H | Estadio Etcheverry, Buenos Aires                | Panamerikameisterschaft 1996                    |                                                       |
| 148. | 10.03.1995 | 29:26 | Kanada             | H | Estadio Etcheverry, Buenos Aires                | Panamerikameisterschaft 1995                    |                                                       |
| 149. | 30.04.1995 | 7:53  | Australien         | A | Ballymore Stadium, Brisbane                     | Tour Test                                       |                                                       |
| 150. | 06.05.1995 | 13:30 | Australien         | A | Sydney Football Stadium, Sydney                 | Tour Test                                       |                                                       |
| 151. | 27.05.1995 | 18:24 | England            | N | Kings Park Stadium, Durban                      | Weltmeisterschaft 1995                          |                                                       |
| 152. | 30.05.1995 | 26:32 | Westsamoa          | N | Basil Kenyon Stadium, East London               | Weltmeisterschaft 1995                          |                                                       |
| 153. | 04.06.1995 | 25:31 | Italien            | N | Basil Kenyon Stadium, East London               | Weltmeisterschaft 1995                          |                                                       |
| 154. | 24.09.1995 | 103:9 | Paraguay           | A | Estadio de la Fuerzas, Asunción                 | Südamerikameisterschaft 1995                    |                                                       |
| 155. | 30.09.1995 | 78:3  | Chile              | A | Prince of Wales Country Club, Santiago de Chile | Südamerikameisterschaft 1995                    |                                                       |
| 156. | 08.10.1995 | 52:37 | Uruguay            | H | Tucarù Social Club, Posadas                     | Südamerikameisterschaft 1995                    |                                                       |
| 157. | 14.10.1995 | 51:16 | Rumänien           | H | Estadio Etcheverry, Buenos Aires                | Copa Latina                                     |                                                       |
| 158. | 17.10.1995 | 26:6  | Italien            | H | Estadio Monumental José Fierro, Tucumán         | Copa Latina                                     |                                                       |
| 159. | 21.10.1995 | 12:47 | Frankreich         | H | Estadio Etcheverry, Buenos Aires                | Copa Latina                                     |                                                       |
| 160. | 08.06.1996 | 37:18 | Uruguay            | A | Carrasco Polo Club, Montevideo                  | Tour Test                                       |                                                       |
| 161. | 22.06.1996 | 27:34 | Frankreich         | H | Estadio Etcheverry, Buenos Aires                | Tour Test                                       |                                                       |
| 162. | 29.06.1996 | 15:34 | Frankreich         | H | Estadio Etcheverry, Buenos Aires                | Tour Test                                       |                                                       |
| 163. | 14.09.1996 | 29:26 | Vereinigte Staaten | N | Twin Elm Rugby Park, Nepean                     | Panamerikameisterschaft 1996                    |                                                       |
| 164. | 18.09.1996 | 54:20 | Uruguay            | N | Mohawk Sports Park, Hamilton                    | Panamerikameisterschaft 1996                    |                                                       |
| 165. | 21.09.1996 | 41:21 | Kanada             | A | Fletcher’s Fields, Markham                      | Panamerikameisterschaft 1996                    |                                                       |
| 166. | 09.11.1996 | 15:46 | Südafrika          | H | Estadio Etcheverry, Buenos Aires                | Tour Test                                       |                                                       |
| 167. | 16.11.1996 | 21:44 | Südafrika          | H | Estadio Etcheverry, Buenos Aires                | Tour Test                                       |                                                       |
| 168. | 14.12.1996 | 18:20 | England            | A | Twickenham Stadium, London                      | Tour Test                                       |                                                       |
| 169. | 31.05.1997 | 20:46 | England            | H | Estadio Etcheverry, Buenos Aires                | Tour Test                                       |                                                       |
| 170. | 07.06.1997 | 33:13 | England            | H | Estadio Etcheverry, Buenos Aires                | Tour Test                                       |                                                       |
| 171. | 21.06.1997 | 8:93  | Neuseeland         | A | Athletic Park, Wellington                       | Tour Test                                       | höchste Niederlage der Pumas                          |
| 172. | 28.06.1997 | 10:62 | Neuseeland         | A | Waikato Stadium, Hamilton                       | Tour Test                                       |                                                       |
| 173. | 13.09.1997 | 78:0  | Paraguay           | H | Aranduroga Rugby Club, Corrientes               | Südamerikameisterschaft 1997                    |                                                       |
| 174. | 27.09.1997 | 56:17 | Uruguay            | A | Carrasco Polo Club, Montevideo                  | Südamerikameisterschaft 1997                    |                                                       |
| 175. | 04.10.1997 | 52:37 | Chile              | H | Maristas Rugby Club, Mendoza                    | Südamerikameisterschaft 1997                    |                                                       |
| 176. | 18.10.1997 | 45:18 | Rumänien           | N | Stade Jacques-Fouroux, Auch                     | Copa Latina                                     |                                                       |
| 177. | 22.10.1997 | 18:18 | Italien            | N | Stade Antoine-Béguère, Lourdes                  | Copa Latina                                     |                                                       |
| 178. | 26.10.1997 | 27:32 | Frankreich         | A | Stade Maurice-Trélut, Tarbes                    | Copa Latina                                     |                                                       |
| 179. | 01.11.1997 | 15:23 | Australien         | H | Estadio Etcheverry, Buenos Aires                | Tour Test                                       |                                                       |
| 180. | 08.11.1997 | 18:16 | Australien         | H | Estadio Etcheverry, Buenos Aires                | Tour Test                                       |                                                       |
| 181. | 13.06.1998 | 18:35 | Frankreich         | H | Estadio José Amalfitani, Buenos Aires           | Tour Test                                       |                                                       |
| 182. | 20.06.1998 | 12:37 | Frankreich         | H | Estadio José Amalfitani, Buenos Aires           | Tour Test                                       |                                                       |
| 183. | 08.08.1998 | 68:22 | Rumänien           | H | Centro Córdoba, Rosario                         | Tour Test                                       |                                                       |
| 184. | 15.08.1998 | 52:24 | Vereinigte Staaten | H | Cricket and Rugby Club, Buenos Aires            | Panamerikameisterschaft 1998 / WM-Qualifikation |                                                       |
| 185. | 18.08.1998 | 55:0  | Uruguay            | H | Club Atlético de San Isidro, Buenos Aires       | Panamerikameisterschaft 1998 / WM-Qualifikation |                                                       |
| 186. | 22.08.1998 | 54:28 | Kanada             | H | Cricket and Rugby Club, Buenos Aires            | Panamerikameisterschaft 1998 / WM-Qualifikation |                                                       |
| 187. | 15.09.1998 | 29:44 | Japan              | A | Prinz-Chichibu-Rugbystadion, Tokio              | Tour Test                                       |                                                       |
| 188. | 03.10.1998 | 59:0  | Paraguay           | A | Colegio San José, Asunción                      | Südamerikameisterschaft 1998                    |                                                       |
| 189. | 10.10.1998 | 25:17 | Chile              | H | Club Atlético de San Isidro, Buenos Aires       | Südamerikameisterschaft 1998                    |                                                       |
| 190. | 17.10.1998 | 30:14 | Uruguay            | H | Cricket and Rugby Club, Buenos Aires            | Südamerikameisterschaft 1998                    |                                                       |
| 191. | 07.11.1998 | 19:23 | Italien            | A | Stadio Leonardo Garilli, Piacenza               | Tour Test                                       |                                                       |
| 192. | 14.11.1998 | 14:34 | Frankreich         | A | Stade de la Beaujoire, Nantes                   | Tour Test                                       |                                                       |
| 193. | 21.11.1998 | 30:43 | Wales              | A | Stradey Park, Llanelli                          | Tour Test                                       |                                                       |
| 194. | 05.06.1999 | 26:36 | Wales              | H | Estadio Etcheverry, Buenos Aires                | Tour Test                                       |                                                       |
| 195. | 12.06.1999 | 16:23 | Wales              | H | Estadio Etcheverry, Buenos Aires                | Tour Test                                       |                                                       |
| 196. | 21.08.1999 | 31:22 | Schottland         | A | Murrayfield Stadium, Edinburgh                  | Tour Test                                       |                                                       |
| 197. | 28.08.1999 | 24:32 | Irland             | A | Lansdowne Road, Dublin                          | Tour Test                                       |                                                       |
| 198. | 01.10.1999 | 18:23 | Wales              | A | Millennium Stadium, Cardiff                     | Weltmeisterschaft 1999                          |                                                       |
| 199. | 10.10.1999 | 32:16 | Samoa              | N | Stradey Park, Llanelli                          | Weltmeisterschaft 1999                          | erster Sieg gegen Samoa                               |
| 200. | 16.10.1999 | 33:12 | Japan              | N | Millennium Stadium, Cardiff                     | Weltmeisterschaft 1999                          |                                                       |
| 201. | 20.10.1999 | 28:24 | Irland             | N | Stade Félix-Bollaert, Lens                      | Weltmeisterschaft 1999                          | erster Sieg gegen Irland                              |
| 202. | 24.10.1999 | 26:47 | Frankreich         | N | Lansdowne Road, Dublin                          | Weltmeisterschaft 1999                          |                                                       |

### 2000–2009
| Nr.  | Datum      | Erg.  | Gegner                  |   | Austragungsort                                  | Anlass                                          | Bemerkung                                                     |
| ---- | ---------- | ----- | ----------------------- | - | ----------------------------------------------- | ----------------------------------------------- | ------------------------------------------------------------- |
| 203. | 03.06.2000 | 34:23 | Irland                  | H | Estadio Etcheverry, Buenos Aires                | Tour Test                                       |                                                               |
| 204. | 17.06.2000 | 6:53  | Australien              | A | Ballymore Stadium, Brisbane                     | Tour Test                                       |                                                               |
| 205. | 24.06.2000 | 25:32 | Australien              | A | Canberra Stadium, Canberra                      | Tour Test                                       |                                                               |
| 206. | 12.11.2000 | 33:37 | Südafrika               | H | Estadio Monumental, Buenos Aires                | End-of-year Internationals 2000                 |                                                               |
| 207. | 25.11.2000 | 0:19  | England                 | A | Twickenham Stadium, London                      | Tour Test                                       |                                                               |
| 208. | 19.05.2001 | 32:27 | Uruguay                 | N | Richardson Memorial Stadium, Kingston           | Panamerikameisterschaft 2001                    |                                                               |
| 209. | 23.05.2001 | 44:16 | Vereinigte Staaten      | N | Mohawk Sports Park, Hamilton                    | Panamerikameisterschaft 2001                    |                                                               |
| 210. | 26.05.2001 | 20:6  | Kanada                  | A | Fletcher’s Fields, Markham                      | Panamerikameisterschaft 2001                    |                                                               |
| 211. | 19.06.2001 | 19:67 | Neuseeland              | A | Lancaster Park, Christchurch                    | Tour Test                                       |                                                               |
| 212. | 14.07.2001 | 38:17 | Italien                 | H | Estadio Etcheverry, Buenos Aires                | Tour Test                                       |                                                               |
| 213. | 10.11.2001 | 30:16 | Wales                   | A | Millennium Stadium, Cardiff                     | Tour Test                                       | erster Sieg gegen Wales                                       |
| 214. | 18.11.2001 | 25:16 | Schottland              | A | Murrayfield Stadium, Edinburgh                  | Tour Test                                       |                                                               |
| 215. | 01.12.2001 | 20:24 | Neuseeland              | H | Estadio Monumental, Buenos Aires                | Tour Test                                       |                                                               |
| 216. | 28.05.2002 | 35:21 | Uruguay                 | H | Estadio Bautista Gargantini, Mendoza            | Südamerikameisterschaft 2002                    |                                                               |
| 217. | 01.05.2002 | 152:0 | Paraguay                | H | Estadio Bautista Gargantini, Mendoza            | Südamerikameisterschaft 2002                    | höchster Sieg der Pumas                                       |
| 218. | 04.05.2002 | 57:13 | Chile                   | H | Estadio Bautista Gargantini, Mendoza            | Südamerikameisterschaft 2002                    |                                                               |
| 219. | 15.06.2002 | 28:27 | Frankreich              | H | Estadio José Amalfitani, Buenos Aires           | Tour Test                                       |                                                               |
| 220. | 22.06.2002 | 18:26 | England                 | H | Estadio José Amalfitani, Buenos Aires           | Tour Test                                       |                                                               |
| 221. | 29.06.2002 | 29:49 | Südafrika               | A | Atlantic Stadium, Witbank                       | Tour Test                                       |                                                               |
| 222. | 02.11.2002 | 6:17  | Australien              | H | Estadio Monumental, Buenos Aires                | End-of-year Internationals 2002                 |                                                               |
| 223. | 16.11.2002 | 36:6  | Italien                 | A | Stadio Flaminio, Rom                            | End-of-year Internationals 2002                 |                                                               |
| 224. | 23.11.2002 | 7:16  | Irland                  | A | Lansdowne Road, Dublin                          | End-of-year Internationals 2002                 |                                                               |
| 225. | 27.04.2003 | 144:0 | Paraguay                | N | Estadio Luis Franzini, Montevideo               | Südamerikameisterschaft 2003                    |                                                               |
| 226. | 30.04.2003 | 49:3  | Chile                   | N | Estadio Luis Franzini, Montevideo               | Südamerikameisterschaft 2003                    |                                                               |
| 227. | 04.05.2003 | 32:0  | Uruguay                 | A | Estadio Luis Franzini, Montevideo               | Südamerikameisterschaft 2003                    |                                                               |
| 228. | 14.06.2003 | 10:6  | Frankreich              | H | Estadio José Amalfitani, Buenos Aires           | Tour Test                                       |                                                               |
| 229. | 20.06.2003 | 33:32 | Frankreich              | H | Estadio José Amalfitani, Buenos Aires           | Tour Test                                       |                                                               |
| 230. | 28.06.2003 | 25:26 | Südafrika               | A | Boet Erasmus Stadium, Port Elizabeth            | Tour Test                                       |                                                               |
| 231. | 18.08.2003 | 49:30 | Fidschi                 | H | Estadio Olímpico Chateau Carreras, Córdoba      | Tour Test                                       |                                                               |
| 232. | 23.08.2003 | 42:8  | Vereinigte Staaten      | H | Cricket and Rugby Club, Buenos Aires            | Panamerikameisterschaft 2003                    |                                                               |
| 233. | 27.08.2003 | 57:0  | Uruguay                 | H | Cricket and Rugby Club, Buenos Aires            | Panamerikameisterschaft 2003                    |                                                               |
| 234. | 30.08.2003 | 62:22 | Kanada                  | H | Cricket and Rugby Club, Buenos Aires            | Panamerikameisterschaft 2003                    |                                                               |
| 235. | 10.10.2003 | 8:24  | Australien              | A | Stadium Australia, Sydney                       | Weltmeisterschaft 2003                          |                                                               |
| 236. | 14.10.2003 | 67:14 | Namibia                 | N | Central Coast Stadium, Gosford                  | Weltmeisterschaft 2003                          | erstes Test Match gegen Namibia erster Sieg gegen Namibia     |
| 237. | 22.10.2003 | 50:3  | Rumänien                | N | Sydney Football Stadium, Sydney                 | Weltmeisterschaft 2003                          |                                                               |
| 238. | 26.10.2003 | 15:16 | Irland                  | N | Adelaide Oval, Adelaide                         | Weltmeisterschaft 2003                          |                                                               |
| 239. | 25.04.2004 | 45:3  | Chile                   | A | Prince of Wales Country Club, Santiago de Chile | Südamerikameisterschaft 2004                    |                                                               |
| 240. | 28.04.2004 | 69:10 | Uruguay                 | N | Prince of Wales Country Club, Santiago de Chile | Südamerikameisterschaft 2004                    |                                                               |
| 241. | 01.05.2004 | 147:7 | Venezuela               | N | Prince of Wales Country Club, Santiago de Chile | Südamerikameisterschaft 2004                    | erstes Test Match gegen Venezuela erster Sieg gegen Venezuela |
| 242. | 12.06.2004 | 50:44 | Wales                   | H | Estadio Monumental José Fierro, Tucumán         | Mid-year Internationals 2004                    |                                                               |
| 243. | 19.06.2004 | 20:35 | Wales                   | H | Estadio José Amalfitani, Buenos Aires           | Mid-year Internationals 2004                    |                                                               |
| 244. | 26.06.2004 | 7:41  | Neuseeland              | A | Waikato Stadium, Hamilton                       | Mid-year Internationals 2004                    |                                                               |
| 245. | 20.11.2004 | 24:14 | Frankreich              | A | Stade Vélodrome, Marseille                      | End-of-year Internationals 2004                 |                                                               |
| 246. | 27.11.2004 | 19:21 | Irland                  | A | Lansdowne Road, Dublin                          | End-of-year Internationals 2004                 |                                                               |
| 247. | 04.12.2004 | 7:39  | Südafrika               | H | Estadio José Amalfitani, Buenos Aires           | End-of-year Internationals 2004                 |                                                               |
| 248. | 23.04.2005 | 68:36 | Japan                   | H | Cricket and Rugby Club, Buenos Aires            | Mid-year Internationals 2005                    |                                                               |
| 249. | 23.05.2005 | 25:25 | British and Irish Lions | A | Millennium Stadium, Cardiff                     | Tour Test                                       |                                                               |
| 250. | 11.06.2005 | 35:21 | Italien                 | H | Estadio Padre Ernesto Martearena, Salta         | Mid-year Internationals 2005                    |                                                               |
| 251. | 17.06.2005 | 29:30 | Italien                 | H | Estadio Olímpico Chateau Carreras, Córdoba      | Mid-year Internationals 2005                    |                                                               |
| 252. | 02.07.2005 | 15:22 | Kanada                  | A | Calgary Rugby Park, Calgary                     | Mid-year Internationals 2005                    |                                                               |
| 253. | 05.11.2005 | 23:34 | Südafrika               | H | Estadio José Amalfitani, Buenos Aires           | End-of-year Internationals 2005                 |                                                               |
| 254. | 12.11.2005 | 23:19 | Schottland              | A | Murrayfield Stadium, Edinburgh                  | End-of-year Internationals 2005                 |                                                               |
| 255. | 12.11.2005 | 39:22 | Italien                 | A | Stadio Luigi Ferraris, Genua                    | End-of-year Internationals 2005                 |                                                               |
| 256. | 03.12.2005 | 12:28 | Samoa                   | H | Cricket and Rugby Club, Buenos Aires            | End-of-year Internationals 2005                 |                                                               |
| 257. | 11.06.2006 | 27:25 | Wales                   | H | Estadio Raúl Conti, Puerto Madryn               | Mid-year Internationals 2006                    |                                                               |
| 258. | 17.06.2006 | 45:27 | Wales                   | H | Estadio José Amalfitani, Buenos Aires           | Mid-year Internationals 2006                    |                                                               |
| 259. | 24.06.2006 | 19:25 | Neuseeland              | H | Estadio José Amalfitani, Buenos Aires           | Mid-year Internationals 2006                    |                                                               |
| 260. | 01.07.2006 | 60:13 | Chile                   | A | Prince of Wales Country Club, Santiago de Chile | Südamerikameisterschaft 2006 / WM-Qualifikation |                                                               |
| 261. | 08.07.2006 | 26:0  | Uruguay                 | H | Club Atlético de San Isidro, Buenos Aires       | Südamerikameisterschaft 2006 / WM-Qualifikation |                                                               |
| 262. | 11.11.2006 | 25:18 | England                 | A | Twickenham Stadium, London                      | End-of-year Internationals 2006                 |                                                               |
| 263. | 18.11.2006 | 23:16 | Italien                 | A | Stadio Flaminio, Rom                            | End-of-year Internationals 2006                 |                                                               |
| 264. | 25.11.2006 | 26:27 | Frankreich              | A | Stade de France, Saint-Denis                    | End-of-year Internationals 2006                 |                                                               |
| 265. | 26.05.2007 | 22:20 | Irland                  | H | Estadio B.G. Estanislao López, Santa Fe         | Mid-year Internationals 2007                    |                                                               |
| 266. | 02.06.2007 | 16:0  | Irland                  | H | Estadio José Amalfitani, Buenos Aires           | Mid-year Internationals 2007                    |                                                               |
| 267. | 09.06.2007 | 24:6  | Italien                 | H | Estadio Malvinas Argentinas, Mendoza            | Mid-year Internationals 2007                    |                                                               |
| 268. | 04.08.2007 | 70:14 | Chile                   | A | Club Atlético de San Isidro, Buenos Aires       | WM-Vorbereitungsspiel                           |                                                               |
| 269. | 18.08.2007 | 20:27 | Wales                   | A | Millennium Stadium, Cardiff                     | WM-Vorbereitungsspiel                           |                                                               |
| 270. | 07.09.2007 | 17:12 | Frankreich              | A | Stade de France, Saint-Denis                    | Weltmeisterschaft 2007                          |                                                               |
| 271. | 11.09.2007 | 30:3  | Georgien                | N | Stade de Gerland, Lyon                          | Weltmeisterschaft 2007                          | erstes Test Match gegen Georgien erster Sieg gegen Georgien   |
| 272. | 22.09.2007 | 63:3  | Namibia                 | N | Stade Vélodrome, Marseille                      | Weltmeisterschaft 2007                          |                                                               |
| 273. | 30.09.2007 | 30:15 | Irland                  | N | Parc des Princes, Paris                         | Weltmeisterschaft 2007                          |                                                               |
| 274. | 07.10.2007 | 19:13 | Schottland              | N | Stade de France, Saint-Denis                    | Weltmeisterschaft 2007                          |                                                               |
| 275. | 14.10.2007 | 13:37 | Südafrika               | N | Stade de France, Saint-Denis                    | Weltmeisterschaft 2007                          |                                                               |
| 276. | 19.10.2007 | 34:10 | Frankreich              | A | Parc des Princes, Paris                         | Weltmeisterschaft 2007                          |                                                               |
| 277. | 15.12.2007 | 79:8  | Chile                   | H | Estadio del Bicentenario, San Juan              | Südamerikameisterschaft 2007                    |                                                               |
| 278. | 07.06.2008 | 21:15 | Schottland              | H | Estadio Gigante de Arroyito, Rosario            | Mid-year Internationals 2008                    |                                                               |
| 279. | 14.06.2008 | 14:26 | Schottland              | H | Estadio José Amalfitani, Buenos Aires           | Mid-year Internationals 2008                    |                                                               |
| 280. | 28.06.2008 | 12:13 | Italien                 | H | Estadio Olímpico Chateau Carreras, Córdoba      | Mid-year Internationals 2008                    |                                                               |
| 281. | 09.08.2008 | 9:63  | Südafrika               | A | Ellis Park Stadium, Johannesburg                | Mid-year Internationals 2008                    |                                                               |
| 282. | 08.11.2008 | 6:12  | Frankreich              | A | Stade Vélodrome, Marseille                      | End-of-year Internationals 2008                 |                                                               |
| 283. | 15.11.2008 | 22:14 | Italien                 | A | Stadio Olimpico Grande Torino, Turin            | End-of-year Internationals 2008                 |                                                               |
| 284. | 22.11.2008 | 3:17  | Irland                  | A | Croke Park, Dublin                              | End-of-year Internationals 2008                 |                                                               |
| 285. | 06.06.2009 | 15:37 | England                 | A | Old Trafford, Manchester                        | Mid-year Internationals 2009                    |                                                               |
| 286. | 13.06.2009 | 24:22 | England                 | H | Estadio Padre Ernesto Martearena, Salta         | Mid-year Internationals 2009                    |                                                               |
| 287. | 14.11.2009 | 9:16  | England                 | A | Twickenham Stadium, London                      | End-of-year Internationals 2009                 |                                                               |
| 288. | 21.11.2009 | 16:33 | Wales                   | A | Millennium Stadium, Cardiff                     | End-of-year Internationals 2009                 |                                                               |
| 289. | 28.11.2009 | 9:6   | Schottland              | A | Murrayfield Stadium, Edinburgh                  | End-of-year Internationals 2009                 |                                                               |

### 2010–2019
| Nr.  | Datum      | Erg.  | Gegner             |   | Austragungsort                                     | Anlass                          | Bemerkung                                             |
| ---- | ---------- | ----- | ------------------ | - | -------------------------------------------------- | ------------------------------- | ----------------------------------------------------- |
| 290. | 12.06.2010 | 16:24 | Schottland         | H | Estadio Monumental José Fierro, Tucumán            | Mid-year Internationals 2010    |                                                       |
| 291. | 19.06.2010 | 9:13  | Schottland         | H | Estadio José María Minella, Mar del Plata          | Mid-year Internationals 2010    |                                                       |
| 292. | 26.06.2010 | 41:13 | Frankreich         | H | Estadio José Amalfitani, Buenos Aires              | Mid-year Internationals 2010    |                                                       |
| 293. | 13.11.2010 | 22:16 | Italien            | A | Stadio Marcantonio Bentegodi, Verona               | End-of-year Internationals 2010 |                                                       |
| 294. | 20.11.2010 | 9:15  | Frankreich         | A | Stade de la Mosson, Montpellier                    | End-of-year Internationals 2010 |                                                       |
| 295. | 28.11.2010 | 9:29  | Irland             | A | Aviva Stadium, Dublin                              | End-of-year Internationals 2010 |                                                       |
| 296. | 20.08.2011 | 13:28 | Wales              | A | Millennium Stadium, Cardiff                        | WM-Vorbereitungsspiel           |                                                       |
| 297. | 10.09.2011 | 9:13  | England            | N | Forsyth Barr Stadium, Dunedin                      | Weltmeisterschaft 2011          |                                                       |
| 298. | 17.09.2011 | 43:8  | Rumänien           | N | Rugby Park Stadium, Invercargill                   | Weltmeisterschaft 2011          |                                                       |
| 299. | 25.09.2011 | 13:12 | Schottland         | N | Wellington Regional Stadium, Wellington            | Weltmeisterschaft 2011          |                                                       |
| 300. | 02.10.2011 | 25:7  | Georgien           | N | Arena Manawatu, Palmerston North                   | Weltmeisterschaft 2011          |                                                       |
| 301. | 09.10.2011 | 10:33 | Neuseeland         | N | Eden Park, Auckland                                | Weltmeisterschaft 2011          |                                                       |
| 302. | 09.06.2012 | 37:22 | Italien            | H | Estadio del Bicentenario, San Juan                 | Mid-year Internationals 2012    |                                                       |
| 303. | 16.06.2012 | 23:20 | Frankreich         | H | Estadio Mario Alberto Kempes, Córdoba              | Mid-year Internationals 2012    |                                                       |
| 304. | 23.06.2012 | 10:49 | Frankreich         | H | Estadio Monumental José Fierro, Tucumán            | Mid-year Internationals 2012    |                                                       |
| 305. | 18.08.2012 | 6:27  | Südafrika          | A | Newlands Stadium, Kapstadt                         | The Rugby Championship 2012     |                                                       |
| 306. | 25.08.2012 | 16:16 | Südafrika          | H | Estadio Malvinas Argentinas, Mendoza               | The Rugby Championship 2012     |                                                       |
| 307. | 08.09.2012 | 5:21  | Neuseeland         | A | Wellington Regional Stadium, Wellington            | The Rugby Championship 2012     |                                                       |
| 308. | 15.09.2012 | 19:23 | Australien         | A | Skilled Park, Gold Coast                           | The Rugby Championship 2012     |                                                       |
| 309. | 29.09.2012 | 15:54 | Neuseeland         | H | Estadio Ciudad de La Plata, La Plata               | The Rugby Championship 2012     |                                                       |
| 310. | 06.10.2012 | 19:25 | Australien         | H | Estadio Gigante de Arroyito, Rosario               | The Rugby Championship 2012     |                                                       |
| 311. | 10.11.2012 | 26:12 | Wales              | A | Millennium Stadium, Cardiff                        | End-of-year Internationals 2012 |                                                       |
| 312. | 17.11.2012 | 22:39 | Frankreich         | A | Stade Pierre-Mauroy, Villeneuve-d’Ascq             | End-of-year Internationals 2012 |                                                       |
| 313. | 24.11.2012 | 24:46 | Irland             | A | Aviva Stadium, Dublin                              | End-of-year Internationals 2012 |                                                       |
| 314. | 08.06.2013 | 3:32  | England            | H | Estadio Padre Ernesto Martearena, Salta            | Mid-year Internationals 2013    |                                                       |
| 315. | 15.06.2013 | 26:51 | England            | H | Estadio José Amalfitani, Buenos Aires              | Mid-year Internationals 2013    |                                                       |
| 316. | 22.06.2013 | 29:18 | Georgien           | H | Estadio del Bicentenario, San Juan                 | Mid-year Internationals 2013    |                                                       |
| 317. | 17.08.2013 | 13:73 | Südafrika          | A | FNB Stadium, Johannesburg                          | The Rugby Championship 2013     |                                                       |
| 318. | 24.08.2013 | 17:22 | Südafrika          | H | Estadio Malvinas Argentinas, Mendoza               | The Rugby Championship 2013     |                                                       |
| 319. | 07.09.2013 | 13:28 | Neuseeland         | A | Waikato Stadium, Hamilton                          | The Rugby Championship 2013     |                                                       |
| 320. | 14.09.2013 | 13:14 | Australien         | A | Subiaco Oval, Perth                                | The Rugby Championship 2013     |                                                       |
| 321. | 28.09.2013 | 15:33 | Neuseeland         | H | Estadio Ciudad de La Plata, La Plata               | The Rugby Championship 2013     |                                                       |
| 322. | 05.10.2013 | 17:54 | Australien         | H | Estadio Gigante de Arroyito, Rosario               | The Rugby Championship 2013     |                                                       |
| 323. | 09.11.2013 | 12:31 | England            | A | Twickenham Stadium, London                         | End-of-year Internationals 2013 |                                                       |
| 324. | 16.11.2013 | 6:40  | Wales              | A | Millennium Stadium, Cardiff                        | End-of-year Internationals 2013 |                                                       |
| 325. | 23.11.2013 | 19:14 | Italien            | A | Stadio Olimpico, Rom                               | End-of-year Internationals 2013 |                                                       |
| 326. | 17.05.2014 | 65:9  | Uruguay            | A | Estadio Parque Artigas, Paysandú                   | CONSUR Cup 2014                 |                                                       |
| 327. | 25.05.2014 | 73:12 | Chile              | A | Estadio San Carlos de Apoquindo, Santiago de Chile | CONSUR Cup 2014                 |                                                       |
| 328. | 07.06.2014 | 17:29 | Irland             | H | Estadio Centenario, Resistencia                    | Mid-year Internationals 2014    |                                                       |
| 329. | 14.06.2014 | 17:23 | Irland             | H | Estadio Monumental José Fierro, Tucumán            | Mid-year Internationals 2014    |                                                       |
| 330. | 20.06.2014 | 19:21 | Schottland         | H | Estadio Mario Alberto Kempes, Córdoba              | Mid-year Internationals 2014    |                                                       |
| 331. | 16.08.2014 | 6:13  | Südafrika          | A | Loftus Versfeld Stadium, Pretoria                  | The Rugby Championship 2014     |                                                       |
| 332. | 23.08.2014 | 31:33 | Südafrika          | H | Estadio Padre Ernesto Martearena, Salta            | The Rugby Championship 2014     |                                                       |
| 333. | 06.09.2014 | 9:28  | Neuseeland         | A | McLean Park, Napier                                | The Rugby Championship 2014     |                                                       |
| 334. | 13.09.2014 | 25:32 | Australien         | A | Skilled Park, Gold Coast                           | The Rugby Championship 2014     |                                                       |
| 335. | 27.09.2014 | 13:34 | Neuseeland         | H | Estadio Ciudad de La Plata, La Plata               | The Rugby Championship 2014     |                                                       |
| 336. | 04.10.2014 | 21:17 | Australien         | H | Estadio Malvinas Argentinas, Mendoza               | The Rugby Championship 2014     |                                                       |
| 337. | 08.11.2014 | 31:41 | Schottland         | A | Murrayfield Stadium, Edinburgh                     | End-of-year Internationals 2014 |                                                       |
| 338. | 14.11.2014 | 20:18 | Italien            | A | Stadio Luigi Ferraris, Genua                       | End-of-year Internationals 2014 |                                                       |
| 339. | 22.11.2014 | 18:13 | Frankreich         | A | Stade de France, Saint-Denis                       | End-of-year Internationals 2014 |                                                       |
| 340. | 16.05.2015 | 36:14 | Uruguay            | A | Estadio Charrúa, Montevideo                        | CONSUR Cup 2015                 |                                                       |
| 341. | 23.05.2015 | 71:7  | Paraguay           | A | Estadio Héroes de Curupayty, Asunción              | CONSUR Cup 2015                 |                                                       |
| 342. | 17.07.2015 | 18:39 | Neuseeland         | A | Rugby League Park, Christchurch                    | The Rugby Championship 2015     |                                                       |
| 343. | 25.07.2015 | 9:34  | Australien         | H | Estadio Malvinas Argentinas, Mendoza               | The Rugby Championship 2015     |                                                       |
| 344. | 08.08.2015 | 37:25 | Südafrika          | A | Kings Park Stadium, Durban                         | The Rugby Championship 2015     | erster Sieg gegen Südafrika                           |
| 345. | 15.08.2015 | 12:26 | Südafrika          | H | Estadio José Amalfitani, Buenos Aires              | WM-Vorbereitungsspiel           |                                                       |
| 346. | 20.09.2015 | 16:26 | Neuseeland         | N | Wembley Stadium, London                            | Weltmeisterschaft 2015          |                                                       |
| 347. | 25.09.2015 | 54:9  | Georgien           | N | Kingsholm Stadium, Gloucester                      | Weltmeisterschaft 2015          |                                                       |
| 348. | 04.10.2015 | 45:16 | Tonga              | N | King Power Stadium, Leicester                      | Weltmeisterschaft 2015          | erstes Test Match gegen Tonga erster Sieg gegen Tonga |
| 349. | 11.10.2015 | 64:19 | Namibia            | N | King Power Stadium, Leicester                      | Weltmeisterschaft 2015          |                                                       |
| 350. | 18.10.2015 | 43:20 | Irland             | N | Millennium Stadium, Cardiff                        | Weltmeisterschaft 2015          |                                                       |
| 351. | 25.10.2015 | 15:29 | Australien         | N | Twickenham Stadium, London                         | Weltmeisterschaft 2015          |                                                       |
| 352. | 30.10.2015 | 13:24 | Südafrika          | N | Olympic Stadium, London                            | Weltmeisterschaft 2015          |                                                       |
| 353. | 11.06.2016 | 30:24 | Italien            | H | Estadio B.G. Estanislao López, Santa Fe            | Mid-year Internationals 2016    |                                                       |
| 354. | 19.06.2016 | 30:19 | Frankreich         | H | Estadio Monumental José Fierro, Tucumán            | Mid-year Internationals 2016    |                                                       |
| 355. | 25.06.2016 | 0:27  | Frankreich         | H | Estadio Monumental José Fierro, Tucumán            | Mid-year Internationals 2016    |                                                       |
| 356. | 20.08.2016 | 23:30 | Südafrika          | A | Mbombela Stadium, Mbombela                         | The Rugby Championship 2016     |                                                       |
| 357. | 27.08.2016 | 26:24 | Südafrika          | H | Estadio Padre Ernesto Martearena, Salta            | The Rugby Championship 2016     |                                                       |
| 358. | 10.09.2016 | 22:57 | Neuseeland         | A | Waikato Stadium, Hamilton                          | The Rugby Championship 2016     |                                                       |
| 359. | 17.09.2016 | 20:36 | Australien         | A | Perth Oval, Perth                                  | The Rugby Championship 2016     |                                                       |
| 360. | 01.10.2016 | 17:36 | Neuseeland         | H | Estadio Monumental, Buenos Aires                   | The Rugby Championship 2016     |                                                       |
| 361. | 08.10.2016 | 21:33 | Australien         | N | Twickenham Stadium, London                         | The Rugby Championship 2016     |                                                       |
| 362. | 05.11.2016 | 54:20 | Japan              | A | Prinz-Chichibu-Rugbystadion, Tokio                 | End-of-year Internationals 2016 |                                                       |
| 363. | 12.11.2016 | 20:24 | Wales              | A | Millennium Stadium, Cardiff                        | End-of-year Internationals 2016 |                                                       |
| 364. | 19.11.2016 | 16:19 | Schottland         | A | Murrayfield Stadium, Edinburgh                     | End-of-year Internationals 2016 |                                                       |
| 365. | 26.11.2016 | 14:27 | England            | A | Twickenham Stadium, London                         | End-of-year Internationals 2016 |                                                       |
| 366. | 10.06.2017 | 34:38 | England            | H | Estadio del Bicentenario, San Juan                 | Mid-year Internationals 2017    |                                                       |
| 367. | 17.06.2017 | 25:35 | England            | H | Estadio B.G. Estanislao López, Santa Fe            | Mid-year Internationals 2017    |                                                       |
| 368. | 24.06.2017 | 45:29 | Georgien           | H | Estadio 23 de Agosto, San Salvador de Jujuy        | Mid-year Internationals 2017    |                                                       |
| 369. | 19.08.2017 | 15:37 | Südafrika          | A | Nelson Mandela Bay Stadium, Port Elizabeth         | The Rugby Championship 2017     |                                                       |
| 370. | 26.08.2017 | 33:41 | Südafrika          | H | Estadio Padre Ernesto Martearena, Salta            | The Rugby Championship 2017     |                                                       |
| 371. | 09.09.2017 | 22:39 | Neuseeland         | A | Yarrow Stadium, New Plymouth                       | The Rugby Championship 2017     |                                                       |
| 372. | 16.09.2017 | 20:45 | Australien         | A | Canberra Stadium, Canberra                         | The Rugby Championship 2017     |                                                       |
| 373. | 30.09.2017 | 10:26 | Neuseeland         | H | Estadio José Amalfitani, Buenos Aires              | The Rugby Championship 2017     |                                                       |
| 374. | 07.10.2017 | 20:37 | Australien         | H | Estadio Malvinas Argentinas, Mendoza               | The Rugby Championship 2017     |                                                       |
| 375. | 11.11.2017 | 8:21  | England            | A | Twickenham Stadium, London                         | End-of-year Internationals 2017 |                                                       |
| 376. | 18.11.2017 | 31:15 | Italien            | A | Stadio Artemio Franchi, Florenz                    | End-of-year Internationals 2017 |                                                       |
| 377. | 25.11.2017 | 19:28 | Irland             | A | Aviva Stadium, Dublin                              | End-of-year Internationals 2017 |                                                       |
| 378. | 09.06.2018 | 10:23 | Wales              | H | Estadio del Bicentenario, San Juan                 | Mid-year Internationals 2018    |                                                       |
| 379. | 16.06.2018 | 12:30 | Wales              | H | Estadio B.G. Estanislao López, Santa Fe            | Mid-year Internationals 2018    |                                                       |
| 380. | 23.06.2018 | 15:44 | Schottland         | H | Estadio Centenario, Resistencia                    | Mid-year Internationals 2018    |                                                       |
| 381. | 18.08.2018 | 21:34 | Südafrika          | A | Kings Park Stadium, Durban                         | The Rugby Championship 2018     |                                                       |
| 382. | 25.08.2018 | 32:19 | Südafrika          | H | Estadio Malvinas Argentinas, Mendoza               | The Rugby Championship 2018     |                                                       |
| 383. | 08.09.2018 | 24:46 | Neuseeland         | A | Trafalgar Park, Nelson                             | The Rugby Championship 2018     |                                                       |
| 384. | 15.09.2018 | 23:19 | Australien         | A | Skilled Park, Gold Coast                           | The Rugby Championship 2018     |                                                       |
| 385. | 29.09.2018 | 17:35 | Neuseeland         | H | Estadio José Amalfitani, Buenos Aires              | The Rugby Championship 2018     |                                                       |
| 386. | 06.10.2018 | 34:45 | Australien         | H | Estadio Padre Ernesto Martearena, Salta            | The Rugby Championship 2018     |                                                       |
| 387. | 10.11.2018 | 17:28 | Irland             | A | Aviva Stadium, Dublin                              | End-of-year Internationals 2018 |                                                       |
| 388. | 17.11.2018 | 13:28 | Frankreich         | A | Stade Pierre-Mauroy, Villeneuve-d’Ascq             | End-of-year Internationals 2018 |                                                       |
| 389. | 24.11.2018 | 9:14  | Schottland         | A | Murrayfield Stadium, Edinburgh                     | End-of-year Internationals 2018 |                                                       |
| 390. | 20.07.2019 | 16:20 | Neuseeland         | H | Estadio José Amalfitani, Buenos Aires              | The Rugby Championship 2019     |                                                       |
| 391. | 27.07.2019 | 10:16 | Australien         | A | Suncorp Stadium, Brisbane                          | The Rugby Championship 2019     |                                                       |
| 392. | 10.08.2019 | 13:46 | Südafrika          | H | Estadio Padre Ernesto Martearena, Salta            | The Rugby Championship 2019     |                                                       |
| 393. | 17.08.2019 | 18:24 | Südafrika          | A | Loftus Versfeld Stadium, Pretoria                  | The Rugby Championship 2018     |                                                       |
| 394. | 21.09.2019 | 21:23 | Frankreich         | N | Ajinomoto-Stadion, Chōfu                           | Weltmeisterschaft 2019          |                                                       |
| 395. | 28.09.2019 | 28:12 | Tonga              | N | Hanazono-Rugbystadion, Higashiōsaka                | Weltmeisterschaft 2019          |                                                       |
| 396. | 05.10.2019 | 10:39 | England            | N | Ajinomoto-Stadion, Chōfu                           | Weltmeisterschaft 2019          |                                                       |
| 397. | 09.10.2019 | 47:17 | Vereinigte Staaten | N | Kumagaya-Rugbystadion, Kumagaya                    | Weltmeisterschaft 2019          |                                                       |

### 2020–2029
| Nr.  | Datum      | Erg.  | Gegner     |   | Austragungsort                                       | Anlass                          | Bemerkung                    |
| ---- | ---------- | ----- | ---------- | - | ---------------------------------------------------- | ------------------------------- | ---------------------------- |
| 398. | 14.11.2020 | 25:15 | Neuseeland | N | Bankwest Stadium, Sydney                             | Tri Nations 2020                | erster Sieg gegen Neuseeland |
| 399. | 21.11.2020 | 15:15 | Australien | A | McDonald Jones Stadium, Newcastle                    | Tri Nations 2020                |                              |
| 400. | 28.11.2020 | 0:38  | Neuseeland | N | McDonald Jones Stadium, Newcastle                    | Tri Nations 2020                |                              |
| 401. | 05.12.2020 | 16:16 | Australien | A | Bankwest Stadium, Sydney                             | Tri Nations 2020                |                              |
| 402. | 03.07.2021 | 24:17 | Rumänien   | A | Stadionul Arcul de Triumf, Bukarest                  | Mid-year Internationals 2021    |                              |
| 403. | 10.07.2021 | 20:20 | Wales      | A | Millennium Stadium, Cardiff                          | Mid-year Internationals 2021    |                              |
| 404. | 17.07.2021 | 33:11 | Wales      | A | Millennium Stadium, Cardiff                          | Mid-year Internationals 2021    |                              |
| 405. | 14.08.2021 | 12:32 | Südafrika  | A | Nelson Mandela Bay Stadium, Port Elizabeth           | The Rugby Championship 2021     |                              |
| 406. | 21.08.2021 | 10:29 | Südafrika  | A | Nelson Mandela Bay Stadium, Port Elizabeth           | The Rugby Championship 2021     |                              |
| 407. | 12.09.2021 | 0:39  | Neuseeland | N | Robina Stadium, Gold Coast                           | The Rugby Championship 2021     |                              |
| 408. | 18.09.2021 | 13:36 | Neuseeland | N | Suncorp Stadium, Brisbane                            | The Rugby Championship 2021     |                              |
| 409. | 25.09.2021 | 8:27  | Australien | A | North Queensland Stadium, Townsville                 | The Rugby Championship 2021     |                              |
| 410. | 02.10.2021 | 17:32 | Australien | A | Robina Stadium, Gold Coast                           | The Rugby Championship 2021     |                              |
| 411. | 06.11.2021 | 20:29 | Frankreich | A | Stade de France, Saint-Denis                         | End-of-year Internationals 2021 |                              |
| 412. | 13.11.2021 | 37:16 | Italien    | A | Stadio Comunale di Monigo, Treviso                   | End-of-year Internationals 2021 |                              |
| 413. | 21.11.2021 | 7:53  | Irland     | A | Aviva Stadium, Dublin                                | End-of-year Internationals 2021 |                              |
| 414. | 02.07.2022 | 26:18 | Schottland | H | Estadio 23 de Agosto, San Salvador de Jujuy          | Mid-year Internationals 2022    |                              |
| 415. | 09.07.2022 | 6:29  | Schottland | H | Estadio Padre Ernesto Martearena, Salta              | Mid-year Internationals 2022    |                              |
| 416. | 16.07.2022 | 34:31 | Schottland | H | Estadio Único Madre de Ciudades, Santiago del Estero | Mid-year Internationals 2022    |                              |
| 417. | 06.08.2022 | 26:41 | Australien | H | Estadio Malvinas Argentinas, Mendoza                 | The Rugby Championship 2022     |                              |
| 418. | 13.08.2022 | 48:17 | Australien | H | Estadio del Bicentenario, San Juan                   | The Rugby Championship 2022     |                              |
| 419. | 27.08.2022 | 25:18 | Neuseeland | A | Rugby League Park, Christchurch                      | The Rugby Championship 2022     |                              |
| 420. | 03.09.2022 | 3:53  | Neuseeland | A | Waikato Stadium, Hamilton                            | The Rugby Championship 2022     |                              |
| 421. | 17.09.2022 | 20:36 | Südafrika  | H | Estadio José Amalfitani, Buenos Aires                | The Rugby Championship 2022     |                              |
| 422. | 24.09.2022 | 21:38 | Südafrika  | A | Kings Park Stadium, Durban                           | The Rugby Championship 2022     |                              |
| 423. | 06.11.2022 | 30:29 | England    | A | Twickenham Stadium, London                           | End-of-year Internationals 2022 |                              |
| 424. | 12.11.2022 | 13:20 | Wales      | A | Millennium Stadium, Cardiff                          | End-of-year Internationals 2022 |                              |
| 425. | 19.09.2022 | 29:52 | Schottland | A | Murrayfield Stadium, Edinburgh                       | End-of-year Internationals 2022 |                              |
| 426. | 08.07.2023 | 12:41 | Neuseeland | H | Estadio Malvinas Argentinas, Mendoza                 | The Rugby Championship 2023     |                              |
| 427. | 15.07.2023 | 34:31 | Australien | A | CommBank Stadium, Sydney                             | The Rugby Championship 2023     |                              |
| 428. | 29.07.2023 | 21:22 | Südafrika  | A | Ellis Park Stadium, Johannesburg                     | The Rugby Championship 2023     |                              |
| 429. | 05.08.2023 | 13:24 | Südafrika  | H | Estadio José Amalfitani, Buenos Aires                | WM-Vorbereitungsspiel           |                              |
| 430. | 26.08.2023 | 62:3  | Spanien    | A | Estadio Metropolitano, Madrid                        | WM-Vorbereitungsspiel           |                              |
| 431. | 09.09.2023 | 10:27 | England    | N | Stade Vélodrome, Marseille                           | Weltmeisterschaft 2023          |                              |
| 432. | 22.09.2023 | 19:10 | Samoa      | N | Stade Geoffroy-Guichard, Saint-Étienne               | Weltmeisterschaft 2023          |                              |
| 433. | 30.09.2023 | 59:5  | Chile      | N | Stade de la Beaujoire, Nantes                        | Weltmeisterschaft 2023          |                              |
| 434. | 08.10.2023 | 39:27 | Japan      | N | Stade de la Beaujoire, Nantes                        | Weltmeisterschaft 2023          |                              |
| 435. | 14.10.2023 | 29:17 | Wales      | N | Stade Vélodrome, Marseille                           | Weltmeisterschaft 2023          |                              |
| 436. | 20.10.2023 | 6:44  | Neuseeland | N | Stade Vélodrome, Marseille                           | Weltmeisterschaft 2023          |                              |
| 437. | 27.10.2023 | 23:26 | England    | N | Stade de France, Saint-Denis                         | Weltmeisterschaft 2023          |                              |
| 438. | 06.07.2024 | 13:28 | Frankreich | H | Estadio Malvinas Argentinas, Mendoza                 | Mid-year Internationals 2024    |                              |
| 439. | 13.07.2024 | 33:25 | Frankreich | H | Estadio José Amalfitani, Buenos Aires                | Mid-year Internationals 2024    |                              |
| 440. | 20.07.2024 | 79:5  | Uruguay    | A | Estadio Charrúa, Montevideo                          | Freundschaftsspiel              |                              |
| 441. | 10.08.2024 | 38:30 | Neuseeland | A | Wellington Regional Stadium, Wellington              | The Rugby Championship 2024     |                              |
| 442. | 17.08.2024 | 10:42 | Neuseeland | A | Eden Park, Auckland                                  | The Rugby Championship 2024     |                              |
| 443. | 31.08.2024 | 19:20 | Australien | H | Estadio Jorge Luis Hirschi, La Plata                 | The Rugby Championship 2024     |                              |
| 444. | 07.09.2024 | 67:27 | Australien | H | Estadio B.G. Estanislao López, Santa Fe              | The Rugby Championship 2024     |                              |
| 445. | 21.09.2024 | 29:28 | Südafrika  | H | Estadio Único Madre de Ciudades, Santiago del Estero | The Rugby Championship 2024     |                              |
| 446. | 28.09.2024 | 7:48  | Südafrika  | A | Mbombela Stadium, Mbombela                           | The Rugby Championship 2024     |                              |
| 447. | 09.11.2024 | 50:18 | Italien    | A | Stadio Friuli, Udine                                 | End-of-year Internationals 2024 |                              |
| 448. | 15.11.2024 | 19:22 | Irland     | A | Aviva Stadium, Dublin                                | End-of-year Internationals 2024 |                              |
| 449. | 22.11.2024 | 23:37 | Frankreich | A | Stade de France, Saint-Denis                         | End-of-year Internationals 2024 |                              |
| 450. | 05.07.2025 | 12:35 | England    | H | Estadio Jorge Luis Hirschi, La Plata                 | Mid-year Internationals 2025    |                              |
| 451. | 12.07.2025 | 17:22 | England    | H | Estadio del Bicentenario, San Juan                   | Mid-year Internationals 2025    |                              |
| 452. | 12.07.2025 | 52:17 | Uruguay    | H | Estadio Padre Ernesto Martearena, Salta              | Mid-year Internationals 2025    |                              |
| 453. | 16.08.2025 |       | Neuseeland | H | Estadio Mario Alberto Kempes, Córdoba                | The Rugby Championship 2025     |                              |
| 454. | 23.08.2025 |       | Neuseeland | H | Estadio José Amalfitani, Buenos Aires                | The Rugby Championship 2025     |                              |
| 455. | 06.09.2025 |       | Australien | A | North Queensland Stadium, Townsville                 | The Rugby Championship 2025     |                              |
| 456. | 13.09.2025 |       | Australien | A | Sydney Football Stadium, Sydney                      | The Rugby Championship 2025     |                              |
| 457. | 27.09.2025 |       | Südafrika  | A | Kings Park Stadium, Durban                           | The Rugby Championship 2025     |                              |
| 458. | 04.10.2025 |       | Südafrika  | N | Twickenham Stadium, London                           | The Rugby Championship 2025     |                              |
| 459. | 09.11.2025 |       | Wales      | A | Milennium Stadium, Cardiff                           | End-of-year Internationals 2025 |                              |
| 460. | 16.11.2025 |       | Schottland | A | Murrayfield Stadium, Edinburgh                       | End-of-year Internationals 2025 |                              |
| 461. | 23.11.2025 |       | England    | A | Twickenham Stadium, London                           | End-of-year Internationals 2025 |                              |

## Länderspiele ohne Test-Match-Status
Da die Unión Argentina de Rugby (UAR) lange Zeit nicht dem International Rugby Board angehörte, erkannten ihre Mitglieder den Begegnungen mit Argentinien nicht den vollen Status als Test Match zu. Ebenso gilt das einzige Länderspiel gegen Rhodesien nicht als Test Match, da dieser Staat international nicht anerkannt war. Im Gegensatz zu mehreren anderen Verbänden erkennt die UAR die Begegnungen mit den Barbarians nicht als Test Matches an.
| Nr. | Datum      | Erg.  | Gegner                            |   | Austragungsort                              | Anlass                          |
| --- | ---------- | ----- | --------------------------------- | - | ------------------------------------------- | ------------------------------- |
| 01. | 16.07.1932 | 0:42  | Junior Springboks                 | A | Estadio Ferro Carril Oeste, Buenos Aires    | Tour Match                      |
| 02. | 23.07.1932 | 3:43  | Junior Springboks                 | A | Estadio Ferro Carril Oeste, Buenos Aires    | Tour Match                      |
| 03. | 21.08.1938 | 33:3  | Chile                             | H | Estadio GEBA, Buenos Aires                  | Tour Test                       |
| 04. | 29.08.1948 | 0:17  | Oxford and Cambridge Universities | H | Estadio GEBA, Buenos Aires                  | Freundschaftsspiel              |
| 05. | 05.09.1948 | 0:39  | Oxford and Cambridge Universities | H | Estadio GEBA, Buenos Aires                  | Freundschaftsspiel              |
| 06. | 24.08.1952 | 3:3   | Irland                            | H | Estadio GEBA, Buenos Aires                  | Tour Match                      |
| 07. | 31.08.1952 | 0:6   | Irland                            | H | Estadio GEBA, Buenos Aires                  | Tour Match                      |
| 08. | 26.08.1956 | 6:25  | Oxford and Cambridge Universities | H | Estadio GEBA, Buenos Aires                  | Freundschaftsspiel              |
| 09. | 16.09.1956 | 3:11  | Oxford and Cambridge Universities | H | Estadio GEBA, Buenos Aires                  | Freundschaftsspiel              |
| 10. | 12.09.1959 | 6:14  | Junior Springboks                 | A | Estadio GEBA, Buenos Aires                  | Tour Match                      |
| 11. | 03.10.1959 | 6:20  | Junior Springboks                 | A | Estadio GEBA, Buenos Aires                  | Tour Match                      |
| 12. | 08.05.1965 | 12:17 | Rhodesien                         | A | Police Ground, Salisbury                    | Tour Match                      |
| 13. | 11.09.1965 | 19:19 | Oxford and Cambridge Universities | H | Estadio GEBA, Buenos Aires                  | Freundschaftsspiel              |
| 14. | 18.07.1965 | 3:9   | Oxford and Cambridge Universities | H | Estadio GEBA, Buenos Aires                  | Freundschaftsspiel              |
| 15. | 24.09.1966 | 3:9   | South Africa Gazelles             | H | Estadio GEBA, Buenos Aires                  | Tour Match                      |
| 16. | 01.10.1966 | 15:20 | South Africa Gazelles             | H | Estadio GEBA, Buenos Aires                  | Tour Match                      |
| 17. | 14.09.1968 | 9:5   | Wales                             | H | Estadio GEBA, Buenos Aires                  | Tour Match                      |
| 18. | 28.09.1968 | 9:9   | Wales                             | H | Estadio GEBA, Buenos Aires                  | Tour Match                      |
| 19. | 13.09.1969 | 20:3  | Schottland                        | H | Estadio GEBA, Buenos Aires                  | Tour Match                      |
| 20. | 27.09.1969 | 3:6   | Schottland                        | H | Estadio GEBA, Buenos Aires                  | Tour Match                      |
| 21. | 13.09.1970 | 8:3   | Irland                            | H | Estado Ferro Carril Oeste, Buenos Aires     | Tour Match                      |
| 22. | 20.09.1970 | 6:3   | Irland                            | H | Estado Ferro Carril Oeste, Buenos Aires     | Tour Match                      |
| 23. | 17.07.1971 | 6:12  | South Africa Gazelles             | A | Boet Erasmus Stadium, Port Elizabeth        | Tour Match                      |
| 24. | 07.08.1971 | 12:0  | South Africa Gazelles             | A | Loftus Versfeld Stadium, Pretoria           | Tour Match                      |
| 25. | 28.08.1971 | 11:3  | Oxford and Cambridge Universities | H | Estadio Ferro Carril Oeste, Buenos Aires    | Freundschaftsspiel              |
| 26. | 04.09.1971 | 6:3   | Oxford and Cambridge Universities | H | Estadio Ferro Carril Oeste, Buenos Aires    | Freundschaftsspiel              |
| 27. | 21.10.1972 | 6:14  | South Africa Gazelles             | H | Estadio Ferro Carril Oeste, Buenos Aires    | Tour Match                      |
| 28. | 04.11.1972 | 18:16 | South Africa Gazelles             | A | Estadio Ferro Carril Oeste, Buenos Aires    | Tour Match                      |
| 29. | 10.11.1973 | 8:21  | Irland                            | A | Lansdowne Road, Dublin                      | Tour Match                      |
| 30. | 24.11.1973 | 11:12 | Schottland                        | A | Murrayfield Stadium, Edinburgh              | Tour Match                      |
| 31. | 16.10.1976 | 19:20 | Wales                             | A | Cardiff Arms Park, Cardiff                  | Tour Match                      |
| 32. | 30.11.1976 | 9:21  | Neuseeland                        | A | Estadio Ferro Carril Oeste, Buenos Aires    | Tour Match                      |
| 33. | 06.11.1976 | 6:26  | Neuseeland                        | A | Estadio Ferro Carril Oeste, Buenos Aires    | Tour Match                      |
| 34. | 14.10.1978 | 13:13 | England                           | A | Twickenham Stadium, London                  | Tour Match                      |
| 35. | 08.09.1979 | 9:18  | Neuseeland                        | A | Carisbrook, Dunedin                         | Tour Match                      |
| 36. | 14.10.1979 | 6:15  | Neuseeland                        | A | Athletic Park, Wellington                   | Tour Match                      |
| 37. | 09.08.1980 | 36:22 | World XV                          | H | Estadio Ferro Carril Oeste, Buenos Aires    | Freundschaftsspiel              |
| 38. | 11.11.1982 | 22:8  | Barbarians français               | A | Stade Maurice-Boyau, Dax                    | Tour Match                      |
| 39. | 25.06.1983 | 28:20 | World XV                          | H | Estadio Atlanta, Buenos Aires               | Freundschaftsspiel              |
| 40. | 17.11.1990 | 34:22 | Barbarians                        | A | Cardiff Arms Park, Cardiff                  | Tour Match                      |
| 41. | 11.11.1998 | 38:30 | Barbarians français               | A | Stade Pierre-Rajon, Bourgoin-Jallieu        | Tour Match                      |
| 42. | 03.03.2007 | 14:28 | Barbarians français               | A | Parc des Sports d’Aguiléra, Biarritz        | Freundschaftsspiel              |
| 43. | 20.06.2009 | 18:32 | Barbarians français               | H | Estadio José Amalfitani, Buenos Aires       | Mid-year Internationals 2009    |
| 44. | 06.06.2011 | 23:19 | Barbarians français               | H | Estadio Libertadores de América, Avellaneda | Mid-year Internationals 2011    |
| 45. | 11.06.2011 | 18:21 | Barbarians français               | H | Estadio Centenario, Resistencia             | Mid-year Internationals 2011    |
| 46. | 20.06.2015 | 28:22 | Barbarians français               | H | Old Resian Club, Rosario                    | Mid-year Internationals 2015    |
| 47. | 26.06.2015 | 9:21  | Barbarians français               | H | La Plata Rugby Club, La Plata               | Mid-year Internationals 2015    |
| 48. | 06.08.2011 | 78:15 | Sudamérica XV                     | H | Estadio del Bicentenario, San Juan          | WM-Vorbereitung                 |
| 49. | 21.11.2015 | 31:49 | Barbarians                        | A | Twickenham Stadium, London                  | Freundschaftsspiel              |
| 50. | 01.12.2018 | 38:35 | Barbarians                        | A | Twickenham Stadium, London                  | End-of-year Internationals 2018 |
| 51. | 03.07.2021 | 26:42 | Uruguay                           | A | Estadio Charrúa, Montevideo                 | Mid-year Internationals 2021    |
| 52. | 03.07.2022 | 30:24 | Georgien                          | A | Aia Arena, Kutaissi                         | Mid-year Internationals 2022    |
| 53. | 09.07.2022 | 52:35 | Portugal                          | A | Estádio do Restelo, Lissabon                | Mid-year Internationals 2022    |
| 54. | 20.06.2025 | 28:24 | British and Irish Lions           | N | Aviva Stadium, Dublin                       | Tour Match                      |

## Statistik
(Stand: 11. August 2025)

### Gegner bei Test Matches
| Land                    | Spiele | Gewonnen | Unent- schieden | Verloren | % Siege |
| ----------------------- | ------ | -------- | --------------- | -------- | ------- |
| Australien              | 41     | 9        | 3               | 29       | 21,95   |
| Brasilien               | 10     | 10       | 0               | 0        | 100,00  |
| British and Irish Lions | 7      | 0        | 1               | 6        | 0,00    |
| Chile                   | 32     | 32       | 0               | 0        | 100,00  |
| England                 | 29     | 5        | 1               | 23       | 17,24   |
| Fidschi                 | 4      | 3        | 0               | 1        | 75,00   |
| Frankreich              | 56     | 15       | 1               | 40       | 26,79   |
| Georgien                | 5      | 5        | 0               | 0        | 100,00  |
| Irland                  | 20     | 6        | 0               | 14       | 30,00   |
| Italien                 | 24     | 18       | 1               | 5        | 75,00   |
| Japan                   | 7      | 6        | 0               | 1        | 85,71   |
| Kanada                  | 9      | 6        | 0               | 3        | 66,67   |
| Namibia                 | 3      | 3        | 0               | 0        | 100,00  |
| Neuseeland              | 39     | 3        | 1               | 35       | 7,69    |
| Paraguay                | 17     | 17       | 0               | 0        | 100,00  |
| Peru                    | 1      | 1        | 0               | 0        | 100,00  |
| Rumänien                | 9      | 9        | 0               | 0        | 100,00  |
| Samoa                   | 5      | 2        | 0               | 3        | 40,00   |
| Schottland              | 22     | 11       | 0               | 11       | 50,00   |
| Spanien                 | 5      | 5        | 0               | 0        | 100,00  |
| Südafrika               | 38     | 4        | 1               | 33       | 10,53   |
| Tonga                   | 2      | 2        | 0               | 0        | 100,00  |
| Uruguay                 | 35     | 35       | 0               | 0        | 100,00  |
| Venezuela               | 1      | 1        | 0               | 0        | 100,00  |
| Vereinigte Staaten      | 9      | 9        | 0               | 0        | 100,00  |
| Wales                   | 22     | 7        | 1               | 14       | 31,82   |
| Gesamt                  | 452    | 224      | 10              | 218      | 49,56   |

### Bilanz der Test Matches
|         | Spiele | Siege | Unent- schieden | Nieder- lagen |
| ------- | ------ | ----- | --------------- | ------------- |
| Heim    | 189    | 93    | 5               | 91            |
| Neutral | 83     | 57    | 1               | 25            |
| Gast    | 180    | 74    | 4               | 102           |
| Gesamt  | 452    | 224   | 10              | 218           |

### Spielstädte
| Stadt                 | Spiele | Siege | Unent- schieden | Nieder- lagen | erstes Spiel | letztes Spiel |
| --------------------- | ------ | ----- | --------------- | ------------- | ------------ | ------------- |
| Buenos Aires          | 118    | 55    | 4               | 59            | 1910         | 2024          |
| Tucumán               | 12     | 8     | 0               | 4             | 1977         | 2016          |
| Mendoza               | 14     | 7     | 1               | 6             | 1997         | 2024          |
| Salta                 | 10     | 4     | 0               | 6             | 2005         | 2025          |
| San Juan              | 6      | 3     | 0               | 3             | 2007         | 2025          |
| Córdoba               | 5      | 2     | 0               | 3             | 2003         | 2014          |
| Rosario               | 4      | 2     | 0               | 2             | 1998         | 2013          |
| La Plata              | 5      | 0     | 0               | 5             | 2012         | 2025          |
| Santa Fe              | 5      | 3     | 0               | 2             | 2007         | 2024          |
| Mar del Plata         | 2      | 1     | 0               | 1             | 1987         | 2010          |
| Resistencia           | 2      | 0     | 0               | 2             | 2014         | 2018          |
| San Salvador de Jujuy | 2      | 2     | 0               | 0             | 2017         | 2022          |
| Santiago del Estero   | 3      | 3     | 0               | 0             | 2022         | 2024          |
| Corrientes            | 1      | 1     | 0               | 0             | 1997         | 1997          |
| Posadas               | 1      | 1     | 0               | 0             | 1995         | 1995          |
| Puerto Madryn         | 1      | 1     | 0               | 0             | 2006         | 2006          |